# А̇
Cette page contient des caractères spéciaux ou non latins. S’ils s’affichent mal (▯, ?, etc.), consultez la page d’aide Unicode.
Ne doit pas être confondu avec la lettre latine A point suscrit (Ȧ ȧ).
А̇ (minuscule : а̇), appelé a point en chef, est une lettre additionnelle de l’alphabet cyrillique utilisée dans l’écriture de l’oudi de la fin du XIXe siècle au début du XXe siècle. Elle est composée du a ‹ А › diacrité d’un point suscrit.

## Utilisations
Le a point en chef ‹ а̇ › été utilisé dans des ouvrages et articles en ou relatif à l’oudi publiés dans la revue Сборник материалов для описания местностей и племен Кавказа. [Recueil de matériaux pour la description des contrées et tribus], dont notamment dans l’orthographe oudi présentée en 1888, dans une traduction des évangiles de 1902 et dans la grammaire oudi de 1904 d’Adolf Dirr (de),,.

## Représentation informatique
Le a point suscrit peut être représenté avec les caractères Unicode suivants (cyrillique, diacritiques) :
| formes    | représentations | chaînes de caractères | points de code | descriptions                                            |
| --------- | --------------- | --------------------- | -------------- | ------------------------------------------------------- |
| capitale  | А̇               | А◌̇                    | U+0410 U+0307  | lettre majuscule cyrillique a diacritique point suscrit |
| minuscule | а̇               | а◌̇                    | U+0430 U+0307  | lettre minuscule cyrillique a diacritique point suscrit |